# جون نابير (لاعب كرة قدم)
جون نابير (بالإنجليزية: John Napier)‏ (23 سبتمبر 1946 في المملكة المتحدة - ) هو مدرب كرة قدم ولاعب كرة قدم بريطاني في مركز الدفاع. شارك مع منتخب أيرلندا الشمالية تحت 23 سنة لكرة القدم ومنتخب أيرلندا الشمالية لكرة القدم. أما مع النوادي، فقد لعب مع برادفورد سيتي وبرايتون أند هوف ألبيون وبولتون واندررز وMossley A.F.C. ‏ ونادي غوادالاخارا (نادي كرة قدم) وBaltimore Comets ‏ وSan Diego Jaws ‏.

## وصلات خارجية
- جون نابير على موقع قاعدة بيانات كرة القدم.إي يو (الإنجليزية)
- جون نابير على موقع Soccerbase.com (مدرب) (الإنجليزية)